# Czapla białobrzucha
Czapla białobrzucha (Ardea insignis) – gatunek dużego ptaka z rodziny czaplowatych (Ardeidae). Nie wyróżnia się podgatunków.
MorfologiaSzare pióra na głowie i piersi kontrastują z białym brzuchem. W locie jasne pokrywy podskrzydłowe przechodzą w ciemnoszare lotki. Wysokość 127 cm, jest drugą co do wielkości czaplą po czapli olbrzymiej.
WystępowanieWystępuje na bagnach w podzwrotnikowych i tropikalnych lasach w północno-wschodnich Indiach, północnej Mjanmie oraz w tropikalnej strefie południowego Bhutanu. Zimą może odwiedzać niziny w dolinie Brahmaputry. W 2014 roku odnotowano pierwsze potwierdzone stwierdzenie w Chinach (przy granicy z Mjanmą). W Nepalu gatunek ten wymarł.
StatusIUCN od 2007 roku uznaje czaplę białobrzuchą za gatunek krytycznie zagrożony (CR, Critically Endangered); wcześniej, od 1994 roku klasyfikowano ją jako gatunek zagrożony (EN, Endangered). Liczebność populacji szacuje się na 50–249 dorosłych osobników, a jej trend jest silnie spadkowy. Głównym zagrożeniem jest myślistwo (zarówno dla samych ptaków jak i ich jaj) oraz niszczenie i degradacja siedlisk – wycinanie drzew, na których gniazdują, zanik terenów podmokłych.